# Nigerian Television Authority
Nigerian Television Authority est un groupe audiovisuel public originaire du Nigéria. Créé en 1977, il rassemble près d'une centaine de chaînes régionales ainsi qu'une chaîne internationale. 
Originellement baptisé Nigerian Television (NTV), le réseau doit son existence à la prise de contrôle des stations régionales du pays par les militaires en 1976. Il est aujourd'hui l'un des principaux groupes audiovisuels du continent et se veut détenteur d'une mission de service public. 
Demeurant très proche du pouvoir fédéral, la Nigerian Television Authority (NTA) a son siège dans le quartier d'affaires de la capitale, Abuja, et possède des bureaux régionaux dans les principales capitales d'états. En 2009, le réseau couvre près de 95 % du territoire national par voie hertzienne, l'installation de réémetteurs devant pallier les zones d'ombres dans le futur. Au total, la NTA peut compter sur une audience moyenne de près de 90 millions de téléspectateurs.
Les chaînes de la NTA diffusent des programmes généralistes (bulletins d'informations nationales et locales, émissions culturelles, séries, émissions musicales), principalement en anglais mais également dans les différentes langues vernaculaires du pays (yoruba, édo, mambila...). 
Parmi les programmes populaires, figurent notamment AM Express, émission matinale mêlant chroniques, musique et bulletins d'informations, The Bachelors, The Entertainers, News Panorama ou encore NTA News at 9, le journal télévisé du soir. 
La chaîne diffuse par ailleurs Who wants to be a Millionaire ? la version nigériane du jeu Qui veut gagner des millions ?, présentée par Frank Edoho. 
Le réseau couvre également la plupart des grands événements sportifs (Coupe de la FIFA, Coupe d'Afrique des nations, Jeux africains) et les principaux événements du continent (Sommets de l'Union africaine notamment).
Jouissant jusque dans les années 1990 d'un monopole des ondes, la NTA est aujourd'hui concurrencée par plusieurs chaînes privées, la principale étant Africa Independant Television. 
Née en 2006 durant la présidence d'Olusegun Obasanjo, NTA International émet un programme basé sur les principales émissions diffusées sur les réseaux nationaux à destination de la diaspora d'Europe et d'Amérique du Nord. En 2009, elle peut ainsi être reçue dans une partie de l'Europe occidentale via le satellite Eurobird 1, positionné à 28,2° est, en Europe centrale et en Scandinavie via le satellite Intelsat 905 (24,5° ouest) ainsi qu'en Amérique du Nord et à Hawaii via le satellite Galaxy 19 (97° ouest).